# Economie van Japan

Shinjuku, Japan

Japan is de derde grootste economie ter wereld.

## Geschiedenis

### 1867-1945
De Meiji-restauratie was een belangrijke ommekeer in de relatie met het buitenland. Japan werd in 1854 door de zwarte vloot van de Amerikaanse commodore Perry gedwongen de markten te openen voor buitenlandse handelaren. In Japan groeide het besef dat het land economisch welvarend en sterk moest worden om zich tussen de grootmachten te kunnen handhaven. Tijdens de laatste jaren van het Tokugawa-shogunaat was al een aanzet gemaakt, maar dit werd versterkt doorgezet na 1867.
Door de omwenteling en de negatieve economisch consequenties was het particuliere bedrijfsleven verzwakt. Het geld ontbrak en de regering nam het initiatief, er werd flink geïnvesteerd in mijnen, fabrieken en transport, zoals de scheepvaart en de spoorwegen. De staatsbedrijven hadden het moeilijk, ze moesten zich nieuwe technologieën eigen maken, de bedrijfsleiding was zwak en er werden grote verliezen geleden. Rond 1880 was de schatkist leeg en de overheid begon de bedrijven te verkopen. De condities waartegen dit gebeurde waren gunstig en particulieren namen de bedrijven of belangen over en dit vormde een goede basis voor een verdere economische ontwikkeling door de private sector. In het laatste decennium van de 19e eeuw werd dit privatiseringsproces afgerond.
Tussen 1894 en 1913 was er een gunstige ontwikkeling. De textielindustrie was een speerpunt, de productie van katoengaren verzevenvoudigde en de export hiervan steeg van nagenoeg niets naar 88.000 ton. Het reële inkomen per hoofd van de bevolking steeg van 72 yen in 1894 naar 110 in 1913. Japan bleef buiten de strijdtonelen van de Eerste Wereldoorlog en de concurrentie van belangrijke westerse landen nam af. De vraag naar Japanse producten nam sterk toe en de exportwaarde steeg van 600 miljoen yen in 1913 naar 2200 miljoen yen in 1919. Deze economisch gunstige periode kwam na de oorlog tot een einde. De Kanto-aardbeving in 1923 bracht veel schade in het industriële hart van Japan en terwijl de schade werd hersteld, brak er een bankencrisis uit in 1927 gevolgd door de beurskrach van 1929.
In de jaren 30 kregen de militaire aspiraties meer de aandacht. Er werd flink geïnvesteerd in vooral zware industrie, zoals de chemie- en staalindustrie en de scheepbouw, die een rol konden spelen bij de productie van oorlogsmaterieel. De oorlog bracht veel schade en transportlijnen, in binnen- en met buitenland, werden verbroken. Voedsel werd schaars in de laatste jaren van de oorlog en prijzen van essentiële goederen als rijst en suiker, explodeerden ondanks allerlei wetten die de prijsstijgingen beheersbaar zouden moeten houden. Op de zwarte markten werden aardappels 50 keer duurder en suiker zelfs 700 keer tussen 1934 en 1946.
Aan het einde van de Tweede Wereldoorlog was veel in het land vernietigd. Alle grote steden waren gebombardeerd en omdat de meeste huizen van hout waren gebouwd, was de schade enorm. Een kwart van het kapitaal, een kwart van de infrastructuur en 82 procent van de schepen zijn vernietigd. In 1946 lag de industriële productie van het land op slechts 34% van het vooroorlogse niveau van 1937; de mijnbouwproductie lag in dat jaar zo'n 60% onder het niveau van 1937. In 1949 werd het Japanse nationale inkomen geschat op US$ 96 per hoofd, in vergelijking tot US$ 500 voor Nederland, US$ 1453 voor de Verenigde Staten en US$ 57 voor India.

### 1945-1989
De Amerikaanse bezettingsmacht was van mening dat de vooroorlogse economische structuur een bijdrage heeft geleverd aan het militarisme. Generaal MacArthur en zijn ambtenaren hadden als doel Japan te democratiseren. Zij ontmantelden grote conglomeraten, de zaibatsu, voerden anti-monopoliewetgeving in en gaven ruimte voor de oprichting van vakbonden. Door de komst van de Koude Oorlog werd de invloed van de vakbonden weer ingeperkt en door de Koreaanse Oorlog werd Japan een belangrijke producent van noodzakelijk materiaal voor de strijd. De conglomeraten konden zich hergroeperen tot keiretsu, met financiële instellingen in de kern van de groepen, en de banden werden versterkt door wederzijdse aandelenbelangen. Alleen de anti-monopoliewet heeft nog langere tijd effect gehad.
Direct na de oorlog telde het land nog 13 miljoen werklozen, maar dit was in 1951 alweer gedaald tot minder dan 0,4 miljoen. De beroepsbevolking telde 36 miljoen arbeiders, waarvan 16 miljoen actief in de land- en bosbouw en visserij. In 1951 lag de industriële productie weer boven die van 1937; de textielindustrie was een belangrijke activiteit. De machinebouw was sterk in opkomst, vooral die van naaimachines, maar ook nam de productie toe van automobielen, horloges en klokken, en optische instrumenten, waaronder fototoestellen. Het aandeel van Japan in de wereldhandel was in 1950 circa 1,5%, ongeveer de helft van het niveau van 3,5% in 1938.
De Japanse overheid heeft altijd een actieve rol gespeeld in de economie. Het belangrijkste middel om de herbouw te sturen was geld beschikbaar te stellen, tegen aantrekkelijke rentetarieven, aan het bedrijfsleven. De banken verstrekte vooral leningen aan die bedrijfstakken waar de overheid prioriteit aan gaf zoals de steenkool-, de staalindustrie, nutsbedrijven en de scheepsbouw. Verder had de overheid de controle over de buitenlandse valuta; alle bedrijven moesten het verdiende buitenlandse geld aan de overheid verkopen, die vervolgens bepaalde aan welke importgoederen het geld zou worden besteed. Ten slotte verleende de overheid subsidies en belastingvoordelen aan geselecteerde bedrijven. Dit werd gedaan via administratieve begeleiding (行政指導), dit zijn informele ontmoetingen tussen het Ministerie van Internationale Handel en Industrie (通商産業省, MITI) en het bedrijfsleven.
De Koreaanse oorlog gaf een belangrijke impuls aan de Japanse economie en in combinatie van het genoemde overheidsbeleid en wereldwijde economische groei beleefde Japan een economische bloeiperiode. Tussen 1965-1970 groeide het bruto binnenlands product (BBP) met 11,8% gemiddeld per jaar. Tekorten op de handelsbalans sloegen om in grote overschotten, vooral met de Verenigde Staten. In het begin van de jaren zeventig leidde dit tot handelsconflicten zoals Amerikaanse importheffingen op goederen uit Japan en druk op de regering om de vaste wisselkoers van 360 yen per 1 Amerikaanse dollar los te laten. De oliecrisis van 1973 zette de economische groei verder onder druk daar Japan nauwelijks beschikt over natuurlijke grondstoffen en alle aardolie moest importeren. De overheid reageerde hierop met een groot investeringsprogramma in kerncentrales en infrastructuur om de economie te ondersteunen. Japan had inmiddels de achterstand met andere industrielanden ingelopen, maar bleef vasthouden aan het economische groeibeleid gebaseerd op hoge investeringen. Hogere particuliere consumptie had de rol van groeimotor over kunnen nemen, maar deed dit niet.

Koershistorie Japanse Nikkei 225 beursindex sinds 1970

Het grote overschot op de handelsbalans bleef een bron van irritatie bij de handelspartners. In 1985 werd het Plaza-akkoord gesloten hetgeen een sterke waardevermeerdering van de yen inhield; de exporten daalden, importen werden goedkoper en het overschot op de handelsbalans daalde van 4,3% in 1985 naar minder dan 1% in 1989. Druk om de Japanse binnenlandse markt toegankelijker te maken voor buitenlandse producten leidde niet tot resultaten. De overheid viel terug op het beleid van goedkope leningen en overheidsinvesteringen om het bedrijfsleven te steunen. De enorme toevloed van geld leidde tot fikse prijsstijgingen van bijna alles, waaronder aandelen. Op 29 december 1989 bereikte op de effectenbeurs van Tokio de Nikkei 225 index een record van 39.000 punten.

### 1989-
Na het bereiken van de piek zijn de aandelenkoersen, land- en onroerendgoedprijzen, fabrieken en andere productiemiddelen sterk in waarde gedaald. Bedrijfsleningen konden op grote schaal niet worden terugbetaald waardoor banken met grote verliezen werden geconfronteerd. De Japanse economie raakte in recessie (balansrecessie), er is een lage reële economische groei en een zeer lage inflatie of zelfs deflatie. De Centrale bank van Japan trachtte de economie te stimuleren door de rente stapsgewijs te verlagen en sinds februari 1999 staat de officiële rente op nagenoeg nul procent. De overheid heeft ook diverse malen geprobeerd met grote investeringsprogramma's of sanering van het bankwezen de groei van de economie weer op gang te krijgen, met weinig resultaat. Als gevolg van dit royale uitgavenbeleid heeft Japan de hoogste relatieve overheidsschuld ter wereld van meer dan 200% van het BBP. Sinds 2013 is de conservatieve Shinzo Abe de nieuwe premier van Japan. Hij wil met zijn economisch beleid, Abenomics, de economie versterken. De Bank van Japan heeft de geldhoeveelheid verruimd door op grote schaal obligaties op te kopen, de overheid laat een groot begrotingstekort bestaan en neemt verder structurele maatregelen die de economie krachtiger moeten maken.
Japan staat nummer drie op de wereldranglijst van grootste economieën, na de Verenigde Staten en China. In 2014 was het Japanse BBP US$ 4602 miljard, ofwel US$ 36.205 per hoofd. De dienstensector domineert de economie met een aandeel van 75% gevolgd door de industrie met 20% en landbouw de rest.
| Jaar | Reële groei (% mut JoJ) | Inflatie (% mut JoJ) | Overschot handelsbalans (in % BBP) | Overheidstekort (in % BBP) | Bruto staatsschuld (in % BBP) | Werkloosheid (in % beroeps- bevolking) |
| ---- | ----------------------- | -------------------- | ---------------------------------- | -------------------------- | ----------------------------- | -------------------------------------- |
| 2007 | 1,5%                    | 0,0%                 | 4,6%                               | -3,3%                      | 172,9%                        | 3,8%                                   |
| 2008 | -1,2%                   | 1,4%                 | 2,8%                               | -4,5%                      | 180,7%                        | 4,0%                                   |
| 2009 | -5,7%                   | -1,3%                | 2,7%                               | -10,1%                     | 198,7%                        | 5,1%                                   |
| 2010 | 4,1%                    | -0,7%                | 3,8%                               | -9,5%                      | 205,7%                        | 5,0%                                   |
| 2011 | 0,0%                    | -0,3%                | 2,1%                               | -9,3%                      | 219,1%                        | 4,6%                                   |
| 2012 | 1,4%                    | -0,1%                | 1,0%                               | -8,5%                      | 226,1%                        | 4,3%                                   |
| 2013 | 2,0%                    | 0,3%                 | 0,9%                               | -7,9%                      | 229,6%                        | 4,0%                                   |
| 2014 | 0,3%                    | 2,8%                 | 0,8%                               | -5,9%                      | 233,5%                        | 3,6%                                   |
| 2015 | 1,6%                    | 0,8%                 | 3,1%                               | -3,9%                      | 228,4%                        | 3,4%                                   |
| 2016 | 0,8%                    | -0,1%                | 4,0%                               | -3,8%                      | 232,5%                        | 3,1%                                   |
| 2017 | 1,7%                    | 0,5%                 | 4,1%                               | -3,3%                      | 231,4%                        | 2,8%                                   |
| 2018 | 0,6%                    | 1,0%                 | 3,5%                               | -2,7%                      | 232,5%                        | 2,4%                                   |
| 2019 | 0,0%                    | 0,5%                 | 3,4%                               | -3,1%                      | 235,4%                        | 2,4%                                   |
| 2020 | -4,6%                   | -0,0%                | 3,3%                               | -10,3%                     | 254,1%                        | 2,8%                                   |

## Beroepsbevolking

### Demografie
Door het dalend aantal geboortes en de sterke immigratiebeperkingen is de bevolking aan het krimpen en aan het vergrijzen. Dit heeft grote effecten op de economie en de maatschappij. In 2011 bereikte de bevolking van 15 jaar en ouder een piek van 111,2 miljoen mensen, na een bescheiden daling in 2012 is de omvang gestabiliseerd. In 2020 waren er 110,8 miljoen Japanners 15 jaar en ouder.
Deze demografische ontwikkelingen remmen de economie groei, ondanks allerlei stimuleringsmaatregelen zoals monetaire stimulus door het opkopen van obligaties (de rente staat al sinds 1995 op bijna nul of nul procent). Van belang voor de welvaartsvergelijkingen tussen landen is niet het Bruto binnenlands product (BBP), maar het BBP per inwoner. Als de bevolking groeit moet de BBP evenredig stijgen om de welvaart op hetzelfde niveau te houden. Bij een krimpende bevolking stijgt de welvaart zelfs als de economie niet groei. Een krimpende bevolking betekent ook dat minder investeringskapitaalsbehoefte is. Het stimuleren van de economie met extra kapitaal is dan ook weinig effectief. Het aantal productieve inwoners daalt en moet de sociaal-economische last dragen van de niet werkende oudere bevolking, die vaak extra medische zorg nodig heeft.

### Werkzame beroepsbevolking
Vanaf het begin van dit millennium daalde de beroepsbevolking, maar hierin kwam in 2013 een kentering en liet vervolgens een stijging zien tot 2020. Vooral vrouwen zijn toegetreden tot de arbeidsmarkt die een lichte daling van het aantal mannen overtroffen heeft. Verder trad er ook een daling op van de werkloosheid, deze daalde van 5,1% in 2010 naar 2,4% in 2019. Japan kent traditioneel een lage werkloosheid, deze lag gemiddeld op zo'n 4% in de periode 1990-2016 met een piek van 5,5% in juli 2009. De daling van het aantal werkzame personen kwam ook in 2013 tot een einde. In 2019 waren en 66,76 miljoen Japanners werkzaam, dat is 60,3% van de bevolking van 15 jaar en ouder. De meeste mensen werken in de dienstensector (73%), gevolgd door de industrie (24%) en 3% heeft een baan in de primaire sector. In 2020 werkte de Japanner gemiddeld 1598 uur op jaarbasis, voor Nederland was dit 1399 uur en voor België 1481 uur. Het aandeel van de deeltijdbanen was 25,8% voor Japan, 36,9% voor Nederland en 16,6% in België.

### Geslachtskloof
De overheid probeert het krimpende aantal werknemers op te vangen door de participatie van vrouwen op de arbeidsmarkt te stimuleren. Door diverse barrières kunnen vrouwen niet al hun capaciteiten benutten en maken ze moeilijk carrière. Na het trouwen en kinderen krijgen worden vrouwen geacht ontslag te nemen en een traditionele huisvrouw te worden. Sinds 1985 is discriminatie op de arbeidsmarkt op grond van geslacht bij wet verboden. De toepassing van de wet was eerst vrijwillig, maar heeft later een meer verplichtend karakter gekregen.
De tradities van de Japanse samenleving zijn hardnekkig. De werkcultuur is vrouwonvriendelijk met lange werkdagen, waarbij 's avonds nog verwacht wordt om met collega's te gaan drinken. Bij bedrijven wordt een hoge loyaliteit en inzet verwacht, waar de privébelangen (kinderopvang etc.) aan ondergeschikt zijn. In 2019 is er nog altijd een groot tekort aan kinderopvang, waardoor moeders vaak ook gedwongen zijn thuis te blijven.
Het regeringsbeleid om meer vrouwen in de arbeidsmarkt te krijgen werpt zijn vruchten af. In 2018 hadden 52,5% van de vrouwen werk, tegenover 71,2% van de mannen. Echter, 44,2% van de vrouwen heeft tijdelijk en/of deeltijdwerk, tegenover 11,5% van de mannen. Vrouwen verdienden 24,5% minder dan mannen in 2017, dat is een van de grootste geslachtsverschillen volgens de OESO-landen.

## Economische sectoren

### Visserij
De visindustrie is al eeuwenlang van groot belang in Japan. Japanners consumeren meer dan vier keer zoveel vis dan het wereldgemiddelde. Verder zijn naar schatting tussen de één en twee miljoen Japanners op directe of indirecte wijze afhankelijk van vis als bron van inkomsten. Tot de visserij behoren onder meer vissers, inkopers en verkopers, inpakkers, visslagers en transporteurs. Ook is Japan, na China, de tweede grootste producent van vis ter wereld. Langs de Japanse kustlijn liggen er zo’n 5000 kleine vissersdorpen. Dit betekent dat er ongeveer elke 6 km eentje gesitueerd is.

### Walvisvaart
De walvisvaart en -vangst bestaat over heel de wereld sinds de prehistorie. Vooral de Europese landen, Amerika en een beperkt deel van Azië, waaronder Japan, hebben actief enkele honderden jaren lang jacht op walvissen gemaakt. Zelfs nu al enkele walvissoorten voornamelijk hierdoor zijn uitgestorven of met uitsterven zijn bedreigd, wordt er nog steeds door enkele landen op de dieren gejaagd. Japan is een van die landen, samen met Noorwegen en IJsland.
Tegenwoordig zijn de walvisjagers zelf nog sneller in aantal gedaald dan de walvissen. In Japan zijn er nu nog zo’n duizendtal walvisjagers over, maar desondanks slagen ze erin om de voor Japan vastgelegde quota per jaar te bereiken. Dit gebeurt naar eigen zeggen nog altijd voor wetenschappelijke doeleinden. De tonnen vlees die ze daarmee winnen worden echter bijna volledig ingevroren. De meerderheid van de Japanners steunt ook de jacht op walvissen.

### Nationale Spoorwegen

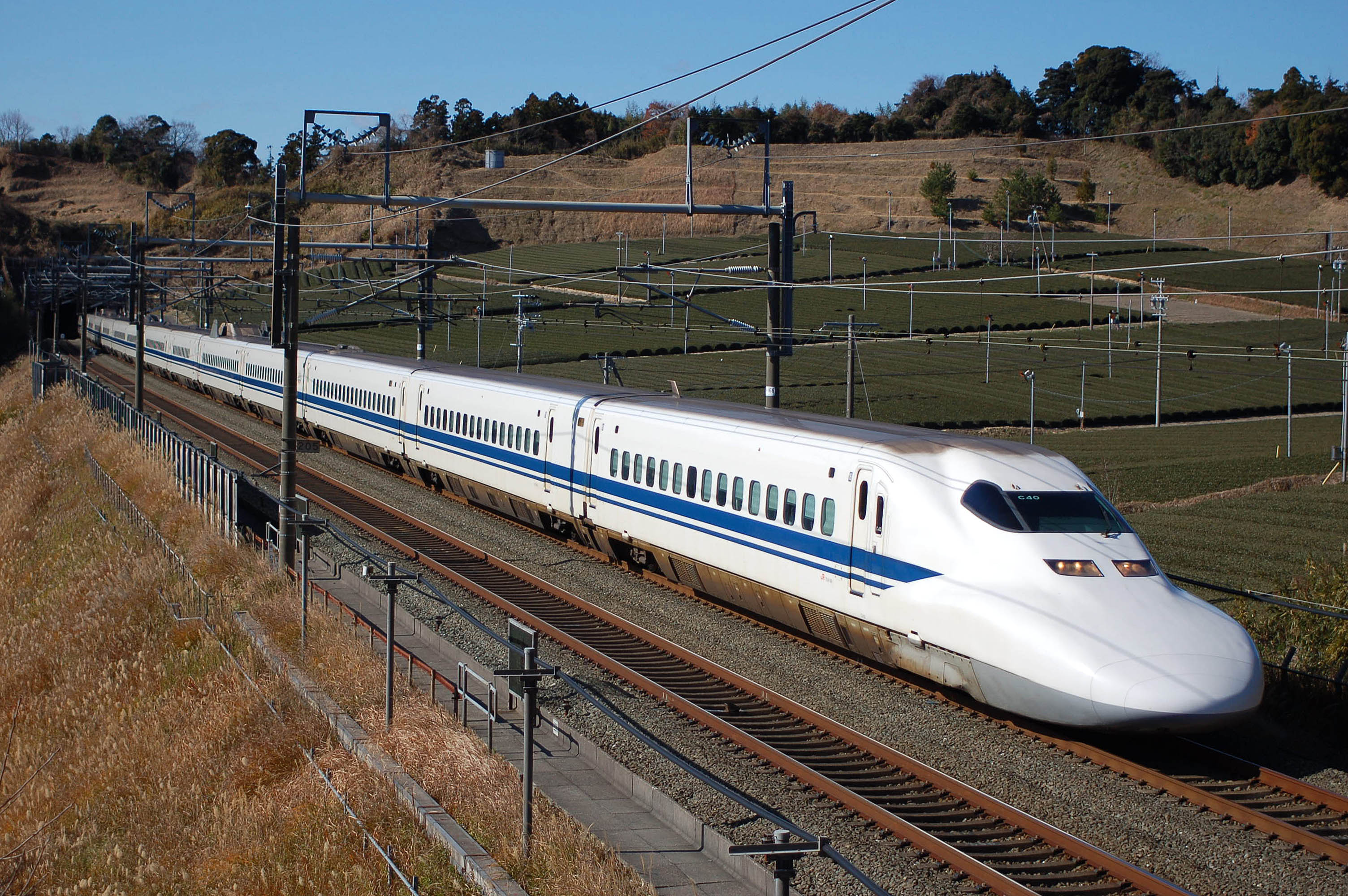
JR Central shinkansen

Op 14 oktober 1872 begon het spoorvervoer in Japan, vanaf die dag zijn Shinbashi, een wijk in Tokio, en Yokohama met een spoorlijn verbonden. Hier werden Britse locomotieven voor gebruikt, maar in het begin van de 20e eeuw begon Japan zelf locomotieven te maken. In 1906 werd de spoorwegnationalisatiewet aangenomen en veel spoorlijnen kwamen onder controle van de Japanse regering. Het staatsbedrijf Japanse Nationale Spoorwegen (日本国有鉄道, Nippon Kokuyū Tetsudō of Kokutetsu) ontstond in 1949 en bleef tot 1987 het nationale netwerk van de Japanse spoorwegen verzorgen. Op 1 april 1987 werd het bedrijf opgesplitst in zeven onderdelen, waarvan een onderdeel voor het vrachtvervoer (Japan Freight Railway Company). De overige zes houden zich bezig met het vervoer van passagiers en zijn vooral regionaal actief. Japan heeft ’s werelds grootste en meest geavanceerde spoorwegnetwerk met hoge snelheidstreinen, de shinkansen. De zes spoorbedrijven werken samen waar de shinkansen in twee of meer regio's rijdt. In 2018 was het aandeel van de spoorwegen in het nationale vrachtverkeer nog geen 5% gemeten naar ton-kilometers, waarbij het aandeel van het transport over de weg iets meer dan de helft was en het aandeel van de kustvaart zo'n 44%. Voor het transport van passagiers zijn de spoorwegen met 70% van alle passagier-kilometers veruit het belangrijkste transportmiddel.

### Zijdehandel
Na de openstelling van Japan in 1854 zorgde de uitvoer van ruwe zijde voor een opleving van de Japanse economie. De opbrengst werd geïnvesteerd in de industrialisatie, waardoor Japan stapsgewijs ontwikkelde. Geleidelijk aan genoot het meer aanzien van de grootmachten, tot Japan uiteindelijk zelf een grootmacht werd. In dat proces evolueerde de handel in ruwe zijde van een economisch naar een politiek wapen.

### Gaming-industrie
Met veel videogameproducenten, kan men wel zeggen dat er in Japan een videogamecultuur heerst. Dit gaat onafscheidelijk samen met de opkomst van deze games begin de jaren ’70. Daarnaast is het een distinctieve cultuur die lijdt onder het “Galapagossyndroom”; het is een wereld op zich met andere woorden.

## Bank van Japan

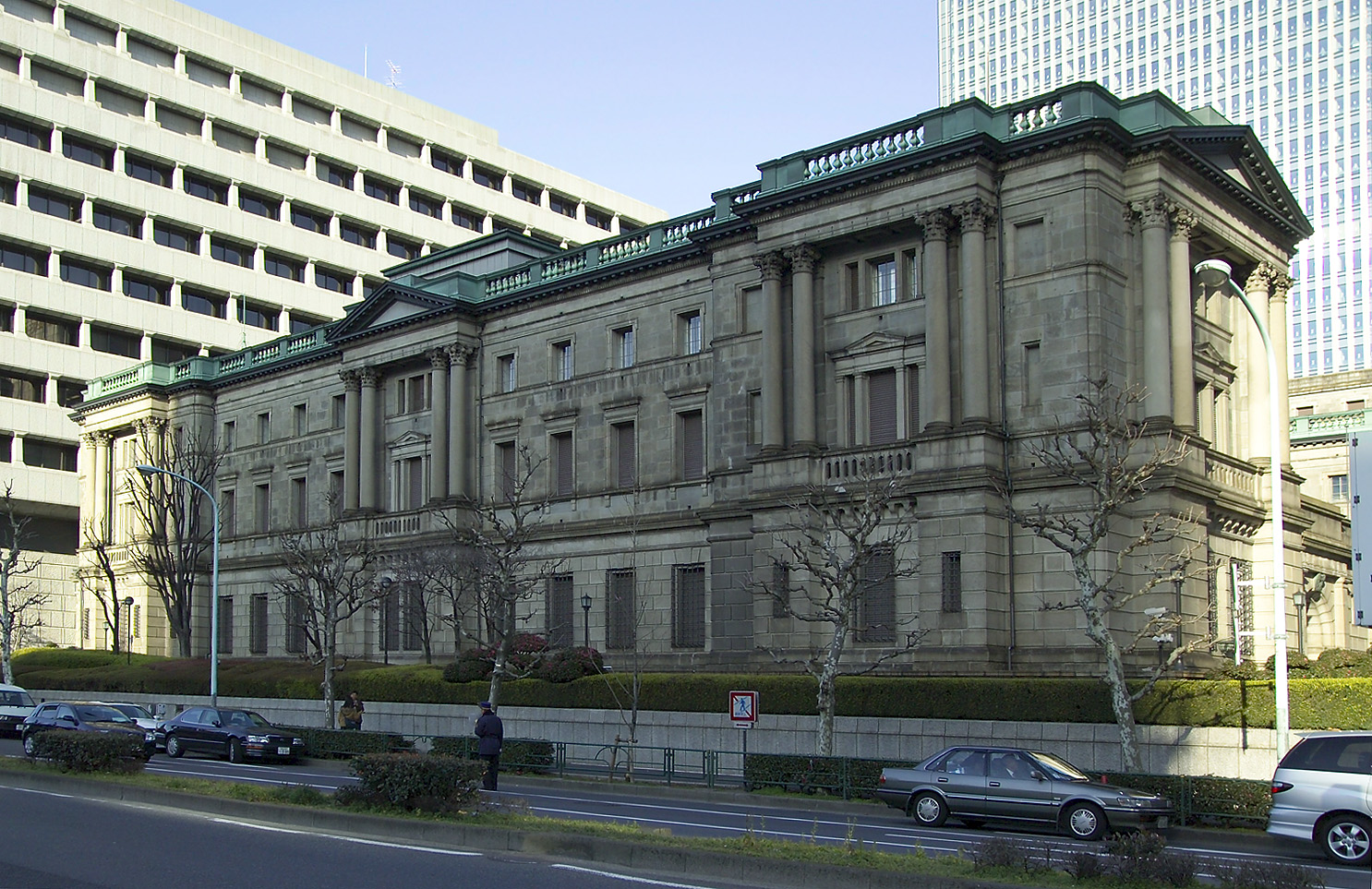
Hoofdkwartier in Tokyo, Japan

De Bank van Japan (日本銀行, Nihon Ginkō of soms afgekort tot 日銀) is de centrale bank van het land. De bank werd in 1882 opgericht tijdens de Meijiperiode naar het model van de Belgische centrale bank. De taken zijn het slaan van de nationale munt, handhaven van de prijsstabiliteit en vormen van een stabiele factor in het financiële systeem. Sinds 2013 is Haruki Kuroda de gouverneur van de centrale bank en in het kader van Abenomics heeft de Bank van Japan een inflatiedoelstelling van twee procent.
De beleidscommissie ('policy board') is het hoogste bestuursorgaan van de bank. Zij legt de richtlijnen neer voor de controle van de munteenheid en de monetaire controle, bepalen de basisprincipes voor het uitvoeren van de verrichtingen van de bank en houden toezicht op de medewerkers van de bank. De stafmedewerkers van de bank zijn de leden van de beleidsraad (inclusief de gouverneur en de vicegouverneurs), uitvoerende auditoren, uitvoerende directeuren en de raadsleden.

## Zaibatsu
Een zaibatsu (財閥) is een groep conglomeraten met verschillende specialisaties, exclusief in het bezit van één familie. De zaibatsu beheerde de Japanse kapitaal in zijn geheel tot en met het einde van de Tweede Wereldoorlog door het gebruik van eigen banken. Het heeft een enorme bijdrage geleverd in de industrialisatie en de economische groei van Japan tijdens de vooroorlogse periode. In 1946, onder de Amerikaanse bezetting, begon de ontmanteling van de zaibatsu.
Na de ontmanteling, volgde er een opkomst van keiretsu (系列). Het verschil met de vooroorlogse zaibatsu is namelijk het eigenaarschap van een conglomeraat. Dit is niet meer in handen van een familie, maar wordt geregeld door het principe van mutual shareholding, waardoor de verschillende bedrijven in een groep elkaars aandelen beheren via kruisparticipaties.

## Belangrijke bedrijven

### Panasonic
Konosuke Matsushita (松下 幸之助, 27 november 1894 – 27 april 1989) was een Japanse industrieel, filosoof en schrijver. Panasonic werd door hem opgericht, alsook de "Matsushita Institute of Government and Management", waardoor er vaak naar hem verwezen wordt als de "God van het Management". Hij speelde een aanzienlijke rol in de Tweede Wereldoorlog door het Japanse leger met elektronica te bevoorraden en kreeg diverse onderscheidingen voor zijn werk.

### Mitsubishi
Mitsubishi (三菱) is een conglomeraat dat opgericht is in 1870 door Iwasaki Yatarō (岩崎 弥太郎). Het bestaat uit honderden autonome bedrijven, die samen het merk Mitsubishi gebruiken. Zij stammen af van de Mitsubishi-zaibatsu, die ontbonden werd na de Tweede Wereldoorlog tijdens de bezetting van Japan. Sinds 1954 vormen ze samen de Mitsubishi-groep of Mitsubishi-keiretsu (三菱系列).

### Mitsui
Mitsui Group (三井グループ Mitsui Gurūpu), een van de grootste Japanse conglomeraten (Keiretsu) tijdens begin eenentwintigste eeuw, werd in 1673 opgericht door Mitsui Takatoshi (1622 - 1694). Met zijn talent voor het bedrijfsleven kon het bedrijf snel groeien en uitbreiden in en rond Tokio. Na de Meiji-restauratie verhoogde Mitsui zich tot een zaibatsu en na de Tweede Wereldoorlog staat het bekend als een keiretsu (系列).

### Sony

Sony Corporation (ソニー株式会社, Sonī Kabushiki-gaisha), beter bekend als Sony, is een Japans conglomeraat waarvan het hoofdgebouw van de firma in Minato, Tokyo is gelegen. Sinds de oprichting van het bedrijf in 1946 heeft Sony een hele reeks van revolutionaire producten op de markt gebracht waaronder: de transistorradio, de Trinitron-televisie, de Walkman en de Playstation. Sony is een van de leidende producenten in de elektronica- en entertainmentsector. Daarbuiten houdt het concern zich ook bezig met financiële dienstverlening aan (Japanse) consumenten.

### Studio Ghibli
Studio Ghibli (株式会社スタジオジブリ, Kabushiki-gaisha Sutajio Jiburi) is een Japanse filmstudio die bekend staat om zijn vele animatiefilms. Het bedrijf is gelokaliseerd in Koganei, Tokio en werd opgericht in 1985. Studio Ghibli werd als dochteronderneming van Tokuma Shoten opgericht door regisseur Hayao Miyazaki, producer Toshio Suzuki en filmmaker Isao Takahata. Daarvoor werkten ze alle drie in een animatiestudio genaamd Topcraft die in 1985 failliet ging. Ze kochten het bedrijf op en veranderden de naam naar Studio Ghibli. De opbrengsten van de film Nausicaä of the Valley of the Wind, geregisseerd en geschreven door Hayao Miyazaki en geproduceerd door Toshio Suzuki in 1984, hebben de oprichting van het bedrijf mogelijk gemaakt. Ondanks het feit dat deze animatiefilm nog voor de oprichting van de studio gemaakt werd is het nog steeds opgenomen in diens repertoire.

### Sumitomo
Sumitomo (住友) werd opgericht aan het einde van de zestiende eeuw en begon toen als een klein familiebedrijf. Het werd voornamelijk bekend dankzij de kopersmelterij. Langzaamaan groeide het bedrijf en begon het zich te engageren in andere domeinen van de economie. Uiteindelijk groeide de Sumitomo Group (住友グループ) uit tot een van de grootste zaibatsu (財閥) in Japan.

### Toyota

Logo van Toyota

Toyota Motor Corporation (トヨタ自動車株式会社 Toyotajidōsha kabushikigaisha), afgekort Toyota, is een Japanse autofabrikant opgericht in 1933 door Kiichiro Toyoda, zoon van Sakichi Toyoda en stichter van Toyoda Automatic Loom works. In juli 2014 was Toyota het grootste beursgenoteerde bedrijf in Japan, en in november 2014 het twaalfde grootste bedrijf in de wereld door de inkomsten. Toyota is tevens ’s werelds eerste autofabrikant die meer dan 10 miljoen voertuigen per jaar kan produceren en is daarmee groter dan de Volkswagen-groep en General Motors. Het hoofdkwartier van Toyota ligt in Toyota-shi 豊田市, Aichi 愛知県, Japan.
Sinds 2007 is Toyota de grootste autofabrikant ter wereld, en brengt zo General Motors naar de tweede plaats. Door deelname in NASCAR- en andere racewedstrijden, sponsoring bij vele evenementen, en public relations probeert Toyota zich voor te doen als een gewoon Amerikaans bedrijf om zoveel mogelijk succes te hebben.

### Yasuda
Yasuda was een Japans financieel concern, opgericht aan het einde van de Tokugawa-periode (1603-1868) door Yasuda Zenjirō (安田 善次郎, 25 november 1838 – 28 september 1921). In 1880 werd het uitgebreid tot een zaibatsu (財閥). Het was een industriële en financiële combinatie die de Japanse economie domineerde tot het einde van de Tweede Wereldoorlog. Daarnaast behoorde Yasuda tot de "Big Four"(四大財閥, shidai zaibatsu), oftewel de vier grootste vooroorlogse zaibatsu. Nu staat deze vroegere zaibatsu beter bekend als de Fuji Bank (株式会社富士銀行, Kabushiki-gaisha Fuji Ginkō).